# Andreas Johansson (ur. 1978)
Andreas Johansson (ur. 5 lipca 1978 w Vänersborgu) – szwedzki piłkarz grający na pozycji ofensywnego pomocnika.

## Kariera klubowa
Karierę piłkarską Johansson rozpoczął w klubie Melleruds IF. W 1993 roku zadebiutował w jego barwach i liczył sobie wówczas 15 lat. W Melleruds grał do końca 1995 roku, a na początku 1996 przeszedł do Degerfors IF, grającego wówczas w pierwszej lidze szwedzkiej. W 1997 roku spadł z tym klubem do drugiej ligi i na zapleczu Allsvenskan grał przez rok. W 1999 roku został piłkarzem stołecznego AIK Fotboll, jednak nie zdołał wywalczyć sobie miejsca w podstawowym składzie i był tylko rezerwowym. Rok później opuścił AIK i przeniósł się do lokalnego rywala, Djurgårdens IF. Tam stał się już podstawowym zawodnikiem zespołu, a w kolejnych sezonach jednym z jego najlepszych strzelców. Przez 5 lat zdobył 45 goli w lidze szwedzkiej. Dwukrotnie zostawał mistrzem kraju w latach 2002 i 2003 oraz dwukrotnie zdobywał Puchar Szwecji w latach 2002 i 2004.
Na początku 2005 roku Johansson przeszedł do angielskiego Wigan Athletic. W rozgrywkach Football League Championship zadebiutował 5 lutego w przegranym 0:1 domowym spotkaniu ze Stoke City, gdy w drugiej połowie zmienił Gary’ego Teale'a. Był to jego jedyny mecz w sezonie 2004/2005 dla Wigan, które awansowało do Premiership. Został jednak na dwa kolejne sezony w tym klubie, jednak głównie pełnił rolę rezerwowego. Dla Wigan rozegrał łącznie 29 spotkań, w których zdobył 4 gole (wszystkie w sezonie 2005/2006).
Latem 2007 po zakończeniu kontraktu Johansson odszedł z zespołu. 17 lipca podpisał kontrakt z duńskim Aalborgiem BK. Stał się czołowym graczem drugiej linii AaB i strzelił 7 goli w sezonie 2007/2008 przyczyniając się do wywalczenia przez klub mistrzostwa Danii. Od maja 2010 do końca 2012 Johansson grał dla drużyny Odense do której przeszedł na zasadzie wolnego transferu. W 2013 roku wrócił do Djurgårdens.
| Sezon   | Klub           | Kraj    | Rozgrywki    | Mecze | Bramki |
| ------- | -------------- | ------- | ------------ | ----- | ------ |
| 1996    | Degerfors IF   | Szwecja | Allsvenskan  | 10    | 1      |
| 1997    | Degerfors IF   | Szwecja | Allsvenskan  | 23    | 4      |
| 1998    | Degerfors IF   | Szwecja | Superettan   | 23    | 5      |
| 1999    | AIK Fotboll    | Szwecja | Allsvenskan  | 12    | 1      |
| 2000    | Djurgårdens IF | Szwecja | Allsvenskan  | 24    | 7      |
| 2001    | Djurgårdens IF | Szwecja | Allsvenskan  | 25    | 5      |
| 2002    | Djurgårdens IF | Szwecja | Allsvenskan  | 26    | 10     |
| 2003    | Djurgårdens IF | Szwecja | Allsvenskan  | 26    | 12     |
| 2004    | Djurgårdens IF | Szwecja | Allsvenskan  | 23    | 11     |
| 2004/05 | Wigan Athletic | Anglia  | Championship | 1     | 0      |
| 2005/06 | Wigan Athletic | Anglia  | Premiership  | 16    | 4      |
| 2006/07 | Wigan Athletic | Anglia  | Premiership  | 12    | 0      |
| 2007/08 | Aalborg BK     | Dania   | Superligaen  | 31    | 7      |
| 2008/09 | Aalborg BK     | Dania   | Superligaen  | 30    | 6      |
| 2009/10 | Aalborg BK     | Dania   | Superligaen  | 32    | 8      |
| 2010/11 | Odense         | Dania   | Superligaen  | 28    | 4      |
| 2011/12 | Odense         | Dania   | Superligaen  | 23    | 4      |
| 2012/13 | Odense         | Dania   | Superligaen  | 17    | 2      |
| 2013    | Djurgårdens IF | Szwecja | Allsvenskan  | 27    | 4      |
| 2014    | Djurgårdens IF | Szwecja | Allsvenskan  | 20    | 1      |

## Kariera reprezentacyjna
W reprezentacji Szwecji Johansson zadebiutował 7 września 2002 roku w zremisowanym 0:0 meczu eliminacji do Mistrzostw Europy 2004 z Łotwą.